# Cemaga
Cemaga is een bestuurslaag in het regentschap Natuna van de provincie Riouwarchipel, Indonesië. Cemaga telt 684 inwoners (volkstelling 2010).